# Malta op het Eurovisiesongfestival 2004
Malta nam deel aan het Eurovisiesongfestival 2004 in Istanboel (Turkije). Het was de zeventiende deelname van het land op het Eurovisiesongfestival. Public Broadcasting Services (PBS) was verantwoordelijk voor de Maltese bijdrage voor de editie van 2004.

## Selectieprocedure
Er werd gekozen om een nationale finale te organiseren.
In totaal deden er 16 artiesten mee aan deze finale en de winnaar werd gekozen door een jury van experts en televoting.

| Volgorde | Artiest                       | Lied                     | Punten | Plaats |
| -------- | ----------------------------- | ------------------------ | ------ | ------ |
| 1        | Leontine                      | "Love moves the world"   | 47     | =11    |
| 2        | Andreana                      | "24/7"                   | 63     | 8      |
| 3        | Rita Pace                     | "Dying to be free"       | 23     | 16     |
| 4        | Roger Tirazona                | "Give me one more night" | 47     | =11    |
| 5        | Fiona                         | "One way love"           | 49     | 9      |
| 6        | Natasha & Charlene            | "A simple wish"          | 47     | =11    |
| 7        | Julie & Ludwig                | "On again...off again"   | 139    | 1      |
| 8        | Eleonor Cassar                | "Through all my life"    | 77     | 7      |
| 9        | Keith Camilleri               | "Tango 4 two"            | 89     | 6      |
| 10       | Georgina                      | "Close to my heart"      | 38     | 15     |
| 11       | Debbie Scerri & Prodigal Sons | "Get free"               | 42     | 14     |
| 12       | Ali & Lis                     | "It's a wonderful life"  | 106    | 5      |
| 13       | Olivia Lewis                  | "Take a look"            | 134    | 2      |
| 14       | Marvic Lewis                  | "Can't give my love"     | 48     | 10     |
| 15       | Lawrence Gray                 | "You're on my mind"      | 107    | 4      |
| 16       | Fabrizio Faniello             | "Did I ever tell you"    | 112    | 3      |

## In Istanboel
In Turkije moest Malta optreden als 8ste in de halve finale, net na Portugal en voor Monaco. Op het einde van de puntentelling bleken ze dat ze de finale gehaald hadden met een achtste plaats en 74 punten.
Nederland en België hadden respectievelijk 0 en 3 punten over voor deze inzending.
In de finale moest men aantreden als 6de na Servië en Montenegro en voor Nederland. Op het einde van de avond bleek men op een 12de plaats te zijn geëindigd met 50 punten.
Nederland en België hadden geen punten over voor deze inzending.

### Gekregen punten

#### Halve Finale
| 12 punten                       | 10 punten                                                 | 8 punten    | 7 punten             | 6 punten                                                   |
| ------------------------------- | --------------------------------------------------------- | ----------- | -------------------- | ---------------------------------------------------------- |
|                                 | - Estland                                                 |             | - Letland - Litouwen | - Albanië - Israël                                         |
| 5 punten                        | 4 punten                                                  | 3 punten    | 2 punten             | 1 punt                                                     |
| - Andorra - Verenigd Koninkrijk | - Bosnië en Herzegovina - Denemarken - Monaco - Noorwegen | - Nederland | - IJsland - Oekraïne | - Griekenland - Ierland - Kroatië - Slovenië - Wit-Rusland |

#### Finale
| 12 punten | 10 punten           | 8 punten                            | 7 punten                        | 6 punten                                                                 |
| --------- | ------------------- | ----------------------------------- | ------------------------------- | ------------------------------------------------------------------------ |
|           |                     |                                     |                                 | - Andorra - Estland - Ierland - Letland                                  |
| 5 punten  | 4 punten            | 3 punten                            | 2 punten                        | 1 punt                                                                   |
|           | - Israël - Litouwen | - Albanië - Noord-Macedonië - Polen | - Kroatië - Verenigd Koninkrijk | - Bosnië en Herzegovina - Denemarken - Griekenland - Portugal - Oekraïne |

### Punten gegeven door Malta

#### Halve Finale
Punten gegeven in de finale:
| 12 punten | Griekenland          |
| 10 punten | Oekraïne             |
| 8 punten  | Albanië              |
| 7 punten  | Nederland            |
| 6 punten  | Israël               |
| 5 punten  | Cyprus               |
| 4 punten  | Servië en Montenegro |
| 3 punten  | Litouwen             |
| 2 punten  | Denemarken           |
| 1 punt    | Noord-Macedonië      |

#### Finale
Punten gegeven in de finale:
| 12 punten | Griekenland          |
| 10 punten | Albanië              |
| 8 punten  | Oekraïne             |
| 7 punten  | Cyprus               |
| 6 punten  | Servië en Montenegro |
| 5 punten  | Zweden               |
| 4 punten  | Verenigd Koninkrijk  |
| 3 punten  | Spanje               |
| 2 punten  | Nederland            |
| 1 punt    | Noord-Macedonië      |